# バスク紛争
バスク紛争（バスクふんそう、バスク語:Euskal gatazka、スペイン語:conflicto vasco、フランス語:Conflit basque）とは、1959年から始まったスペイン・フランス両国からのバスク地方の独立を目的とした武装闘争。スペイン・ETA紛争(Spain-ETA conflict)とも称される。北アイルランド紛争やコルシカ島のアレリア闘争と共に、ヨーロッパにおける民族解放闘争のひとつとして知られている。

## 概要

### 闘争勃発

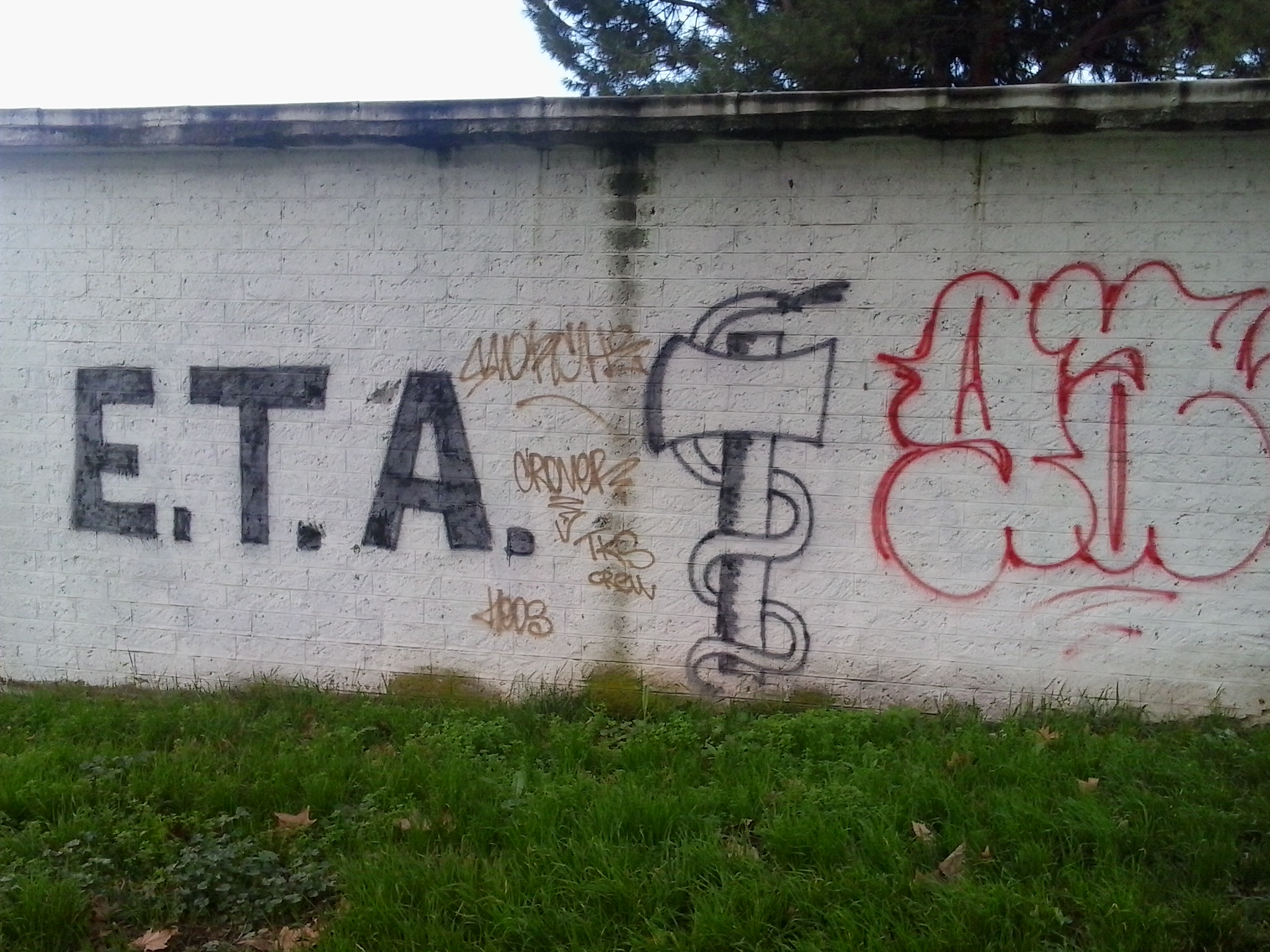
ETAの壁画

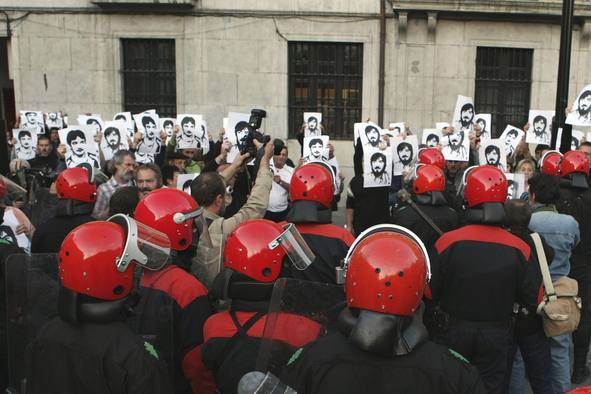
集会を規制するエルツァインツァ(バスク自治州の警察組織)

スペイン内戦時、バスク地方はフランシスコ・フランコ政権下に陥落しバスク固有の文化への弾圧を受けたものの、1952年にアイルランド共和軍を参考にしたバスク祖国と自由(ETA)の前身団体が誕生し、バスク愛国民族主義党の青年部の指導者が初期の指導部となった。彼らは「反フランコ政権」そして「反独裁政権」を掲げ、1959年から1962年にかけ正式にETAとしての形が出来上がった。
ETAは1961年7月16日、スペイン内戦の記念式典に参加していた旧フランコ派の兵士達が乗った列車に爆発物を仕掛けた。このテロに対してスペイン当局はETAの活動家達を次々と逮捕し、長期刑に処した。ETAはその後も警察の拷問を含めた弾圧を受けるも、キューバ革命に触発されたバスク大衆の民族運動も激しくなり、治安部隊とETAの銃撃戦、暗殺、刑務所への襲撃が発生するようになった。

### フランコ政権以降
1973年。ETAはスペイン首相のルイス・カレーロ・ブランコを彼が乗った車をマドリードで爆破することで殺害。1975年にフランシスコ・フランコが病死し、1977年にはバスク地方にて初の総選挙が実施された。バスク地方の民族主義を掲げた左派政党が勝利を収め、バスク地方は正式な「自治区」として認められるようになったが、1978年のスペイン新憲法ではバスク人をスペイン人として扱う方針としたことでバスク地方での反対運動が発生した。
1983年、スペイン当局は非公式に反テロリスト解放グループ(GAL)を創設。GALは南フランスで活動するETA活動家を高額な報酬で暗殺し、ETA側もGALの指導者を暗殺するなどして対抗した。このようなGALの暗殺は1987年に解散するまで続いた。また、GALの指導者らはその翌年の1988年に逮捕され長期刑に服している。
1987年にはETAの最高指導者ドミンゴ・イツルベ・アパソロが亡命先のアルジェリアで事故死したことから後継者としてフランシスコ・ムヒカ・ガルメンディアが指名されたが、1992年にガルメンディアほか主要な幹部がフランスの対テロ特殊部隊および国境警備隊に逮捕され、組織の再編に取り組んだイニヤキ・ビルバオもまたフランス警察に逮捕されたことにより、ETAは一時壊滅状態に陥った。

### 停戦へ
冷戦が終結し、2001年アメリカ同時多発テロ事件によるイスラム過激派の台頭や1998年の北アイルランド問題の和解などでテロリズムの流れが変わった後もETAは活動を続行していた。しかし2006年マドリード＝バラハス空港爆弾事件やグアルディア・シビル隊員射殺事件の首謀格としてフランス警察とスペイン治安警察が2008年11月にETAコマンド部隊の主要人物であるミゲル・ガリコイツ・アスピアス・ルビーナを逮捕。2009年にはパルマノバ爆弾事件を起こすも、実行犯は2009年から2010年の間に逮捕された。その際に、フランス国内に有った12ヶ所の小規模なアジトが発覚し大量の爆発物が押収された。その後2011年10月にETAは休戦を発表し、2014年には専門家らによる国際検証委員会に武器の一部を提出する動画を発表した。

## 被害
ETAによるテロが原因で343人もの民間人が殺害され、治安部隊は486人(グアルディア・シビル203人、スペイン国家警察146人、スペイン陸軍98人、地方警察13人、エルツァインツァ1人、フランス警察1人)の犠牲者を出した。一方でETA側は治安部隊の攻撃を受け約400人が死亡し4250人が負傷、3万人ほどの逮捕者を出した。

## ETAの関与が疑われた事件
以下の事件は、発生当初ETAによるテロリズムと疑われたが、後に他の武装勢力によるものと判明した。
マドリード列車爆破テロ事件
死亡者191人、負傷者2,050人。犯行組織：アルカイダ
2017年バルセロナテロ攻撃事件
死亡者13名、負傷者100名。犯行組織：ISIL